# 明石花火大會踩踏事故

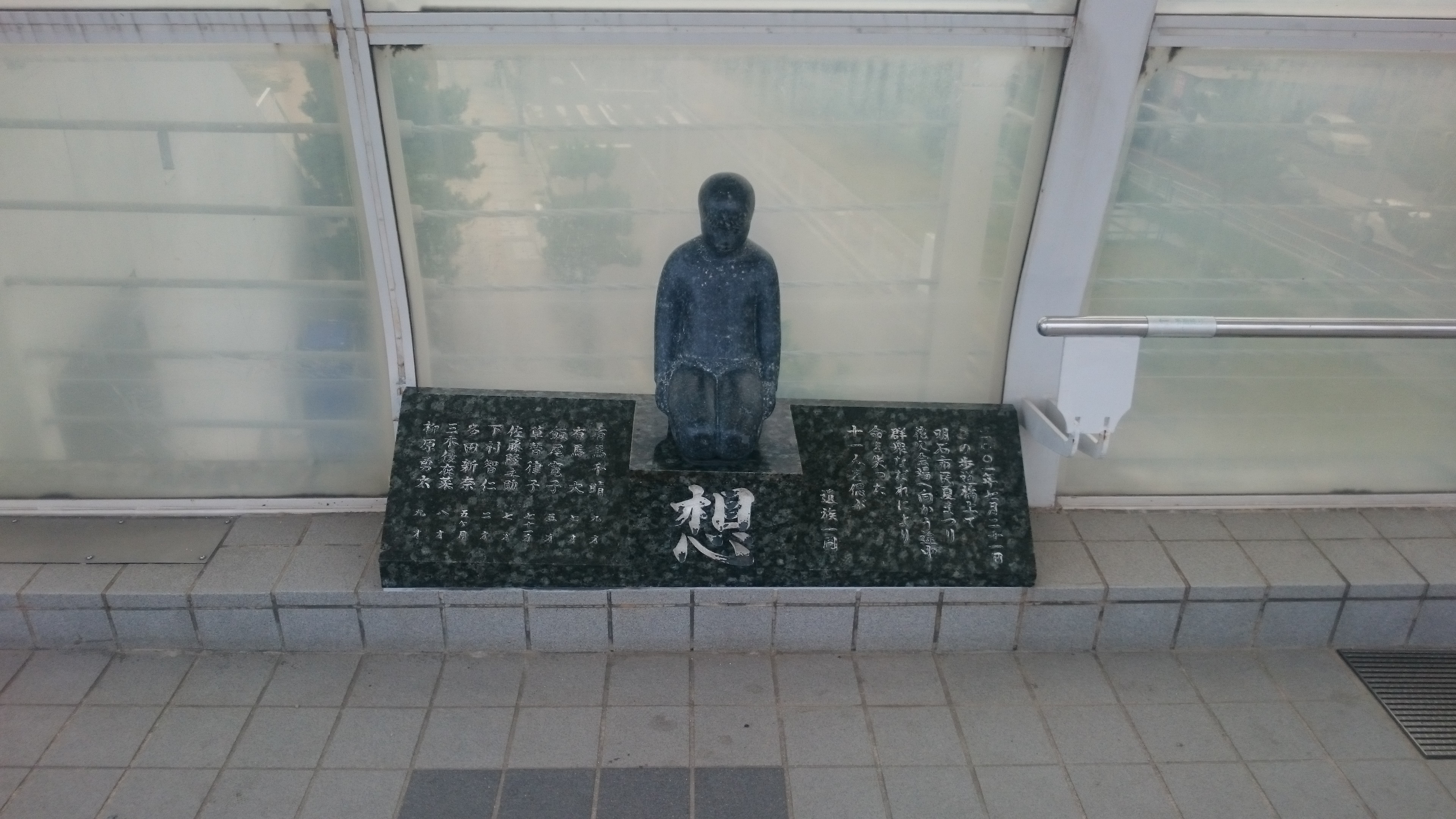
事故現場設立的紀念碑

2001年明石花火大會踩踏事故（日语：明石花火大会歩道橋事故）是2001年7月21日，於日本兵庫縣明石市所發生的踩踏事故，當日為第32回明石夏季花火大會的第2日，舉行地點為明石市大藏海岸；約晚間8點30分，花火大會表演結束後，大批群眾擠入了一個由大藏海岸通往JR西日本山陽本線（JR神戶線）朝霧站，但部分封閉的人行天橋。法院認定11死、183傷。兵庫縣警方當日的管理失當引發輿論的批評，明石市政府和警察署随后被起诉，事故调查组认为，当地警察在交通疏导方面未能尽责。最终，事发现场的12名警察中，有的获刑，有的辞职。時任明石市长岡田進裕也被迫辞职。